# Xã Butler, Quận Schuylkill, Pennsylvania
Xã Butler (tiếng Anh: Butler Township) là một xã thuộc quận Schuylkill, tiểu bang Pennsylvania, Hoa Kỳ. Năm 2010, dân số của xã này là 5.224 người.